# Tidens ryska klassiker
Tidens ryska klassiker var en bokserie utgiven av Tidens förlag, redigerad av docenten och översättaren Nils Åke Nilsson.
Böckerna är häftade med skyddsomslag. På skyddsomslaget står: "En rad hittills för svenska läsare okända författare och verk ur den ryska litteraturens outtömliga skattkammare har översatts och utgivits i små vackra volymer - en prydnad för varje bokälskares bibliotek. Klassiker ... här omväxlat med moderna författare ... Serien ger på så sätt ett tvärsnitt genom hela den ryska litteraturen och har hjälpt den svenska läsekretsen till en fylligare, mera nyanserad helhetsbild av den rikt fasetterade ryska litteraturen. Varje volym har dessutom försetts med en utförlig presentation av författaren och hans verk."

## Böckerna i serien
| Nr | Författare        | Titel                                                                                          | Originaltitel                                                                             | Översättare | Utgivningsår          |
| -- | ----------------- | ---------------------------------------------------------------------------------------------- | ----------------------------------------------------------------------------------------- | --- | --------------------- |
| 1  | A. Tolstoj        | Nikitas barndom                                                                                | Detstvo Nikity                                                                            | Siv Dagöö | 1949                  |
| 2  | N. Gogol          | Petersburgsnoveller                                                                            | Nevskij Prospekt                                                                          | Nils Åke Nilsson                                                                                               | 1946; ny uppl 1974    |
| 3  | L. Andrejev       | En berättelse om sju hängda                                                                    | Rasskaz o semi povesennych                                                                | Eugen von Sabsay och Chrissy Sterzel                                                                           | 1946                  |
| 4  | N. Ljeskov        | Katarina Ismajlova och Mästersmeden från Tula                                                  | Ledi Makbet Mcenskogo uezda + Levsa                                                       | Margit Lindström                                                                                               | 1947                  |
| 5  | L. Tolstoj        | Hadsji Murat: hjälten från Kaukasus                                                            | Chadzi-Murat                                                                              | Bengt Kyhle | 1947                  |
| 6  | M. Prisjvin       | Livets rot                                                                                     | Koren zjizni - Zjen-Sjen                                                                  | Cecilia Borelius                                                                                               | 1947, ny uppl 1956    |
| 7  | L. Leonov         | Gräshopporna: [Mörkt vatten]; [Ivans äventyr]                                                  | Sarantja                                                                                  | E. von Sabsay och C. Sterzel                                                                                   | 1947, ny uppl 1959    |
| 8  | V. Korolenko      | Makars dröm och andra noveller                                                                 | Son Makara; Sokolinets; Les sjumit                                                        | Nils Åke Nilsson (Makars dröm) E. von Sabsay och C. Sterzel (Flyktingen från Sachalin och Skogen susar)        | 1947                  |
| 9  | F. Dostojevskij   | Dubbelgångaren                                                                                 | Dvojnik                                                                                   | E. von Sabsay och C. Sterzel                                                                                   | 1947                  |
| 10 | I. Turgenjev      | Min första kärlek                                                                              | Pervaja ljubov                                                                            | Asta Wickman                                                                                                   | 1948, ny uppl 1962    |
| 11 | M. Gorkij         | Husbonden                                                                                      | Chozjain                                                                                  | E. von Sabsay och C. Sterzel                                                                                   | 1948, ny uppl 1987    |
| 12 | A. Pusjkin        | Spader dam och andra noveller                                                                  | Pikovaja dama; Povesti Belkina                                                            | Manja Benkow (Spader dam), E. von Sabsay och C. Sterzel (Bjelkins berättelser)                                 | 1948, ny uppl 1974    |
| 13 | N. Gogol          | Kejsarinnans tofflor: och Berättelsen om hur Ivan Ivanovitj och Ivan Nikiforovitj blev ovänner | Notj pered rozdestvom; Povest o tom, kak possorilsja Ivan Ivanovic s Ivanom Nikiforovicem | E. von Sabsay och C. Sterzel                                                                                   | 1948, ny uppl 1974    |
| 14 | S. Aksakov        | En familjekrönika                                                                              | Semejnaja chronika                                                                        | Manja Benkow                                                                                                   | 1948, ny uppl 1959    |
| 15 | F. Dostojevskij   | Anteckningar från ett källarhål                                                                | Zapiski iz podpolja                                                                       | Cecilia Borelius                                                                                               | 1948                  |
| 16 | A. Tjechov        | Ravinen och Bönderna                                                                           | Vovrage; Muzjiki                                                                          | Carl Elof Svenning (Ravinen), Carl G. Martinsson (Bönderna)                                                    | 1949, ny uppl 1974    |
| 17 | A. Neverov        | Tasjkent - brödets stad                                                                        | Tasjkent - gorod chlebnyj                                                                 | E. von Sabsay och C. Sterzel                                                                                   | 1949                  |
| 18 | M. Saltykov       | Oskyldiga berättelser                                                                          | Gubernskie otjerki; Pompadury i pompadursji; Nevinnye rasskazy; Skazki                    | C.G. Martinsson                                                                                                | 1949                  |
| 19 | A. Serafimovitj   | Järnströmmen                                                                                   | Zjeleznyj potok                                                                           | E. von Sabsay och C. Sterzel                                                                                   | 1949, ny uppl 1992    |
| 20 | F. Resjetnikov    | Pråmdragarna                                                                                   | Podlipovcy                                                                                | E. von Sabsay och C. Sterzel                                                                                   | 1949, ny uppl 1959    |
| 21 | A. Kuprin         | Sjösjuka (även Livets flod;Hästtjuvar)                                                         | Morskaja bolezn; Reka zjizni; Konokrady                                                   | Carl G. Martinsson                                                                                             | 1949                  |
| 22 | G. Uspenskij      | Den förlorade gatan                                                                            | Nravy Rasterjaevoj ulicy                                                                  | Carl Gustav Martinsson                                                                                         | 1950                  |
| 23 | I. Bunin          | Mitias kärlek: Livets bägare                                                                   | Mitina ljubov; Tjasja zjizni                                                              | Sigurd Agrell                                                                                                  | 1950                  |
| 24 | I. Krylov m.fl.   | Rysk lyrik: från Pusjkin till Pasternak                                                        |                                                                                           | Nils Åke Nilsson; Göran Lundström; Magda Lagerman                                                              | 1950, ny uppl 1959    |
| 25 | M. Gorkij         | Vagabondnoveller                                                                               | Na soli; Zlodei; Zazubrina; Devotjka; Eralasj                                             | Carl Gustav Martinsson                                                                                         | 1952, ny uppl 1997?   |
| 26 | L. Tolstoj        | Polikusjka: Efter balen                                                                        | Polikusjka; Posle bala                                                                    | Ellen Rydelius (Polikusjka), Staffan Dahl (Efter balen)                                                        | 1950, ny uppl 1958    |
| 27 | N. Ljeskov        | Den gamla goda tiden; Vilddjuret                                                               | Starye gody v sele Plodomasove; Zver                                                      | Eddy Gjötterberg (Bojaren Nikita Jurjitj och bojarfrun Marfa Andrevna) och Carl Gustaf Martinsson (Vilddjuret) | 1952                  |
| 28 | F. Dostojevskij   | Stavrogins brott (äv. Bo-bo;En löjlig människas dröm)                                          | Izpoved Stavrogina; Bobok ; Son smesnogo tjeloveka                                        | Nils-Åke Nilsson                                                                                               | 1955, ny uppl 1974    |
| 29 | N. Pomjalovskij   | Prästseminariet                                                                                | Otjerki bursy                                                                             | Göran Lundström                                                                                                | 1955                  |
| 30 | I. Turgenjev      | Herrgårdsnoveller                                                                              | Tri portreta; Mumu; Brigadir                                                              | Carl G. Martinsson                                                                                             | 1954, annan uppl 1965 |
| 31 | A. Tjechov        | Modersmålsläraren och andra berättelser                                                        | Utjitel slovestnosti                                                                      | Cecilia Borelius                                                                                               | 1958, ny uppl 1974    |
| 32 | B. Pasternak      | En berättelse                                                                                  | Povest                                                                                    | Magda Lagerman                                                                                                 | 1958                  |
| 33 | D. Mamin-Sibirjak | Straffångarna: två berättelser                                                                 | Ljotnya; Ne u del                                                                         | C.G. Martinsson                                                                                                | 1959                  |
| 34 | A. Tjechov        | Mitt liv                                                                                       | Moja zjizn                                                                                | Asta Wickman                                                                                                   | 1960                  |
| 35 | I. Babel          | Berättelser från Odessa                                                                        | Odesskie rasskazy                                                                         | Ester och Josef Riwkin, Staffan Dahl                                                                           | 1960                  |
| 36 | J. Olesa          | Kärlek och andra noveller                                                                      | Ljubov                                                                                    | Nils Åke Nilsson                                                                                               | 1961                  |
| 37 | M. Sjolochov      | Den azurblå stäppen och andra noveller                                                         | Ur samlingsutgåva Moskva 1953                                                             | Staffan Dahl                                                                                                   | 1961                  |
| 38 | I. Babel          | Budjonnyjs röda ryttararmé                                                                     | Konarmija                                                                                 | Staffan Dahl                                                                                                   | 1963, ny uppl u å     |
| 39 | M. Sjolochov      | Ett människoöde                                                                                | Sudba celoveka; Slovo o rodine; Cuzaja krov                                               | Nils Åke Nilsson                                                                                               | 1965                  |
| 40 | A. Tjechov        | Duellen                                                                                        | Duel                                                                                      | Staffan Dahl                                                                                                   | 1966                  |
| 41 | V. Inber          | En plats i solen                                                                               | Mesto pod solntsem                                                                        | Staffan Dahl                                                                                                   | 1967                  |
| 42 | J. Tynjanov       | Vaxfiguren                                                                                     | Voskovaja persona                                                                         | Staffan Dahl                                                                                                   | 1964                  |